# Ferrocarril de Ciudad del Cabo a El Cairo

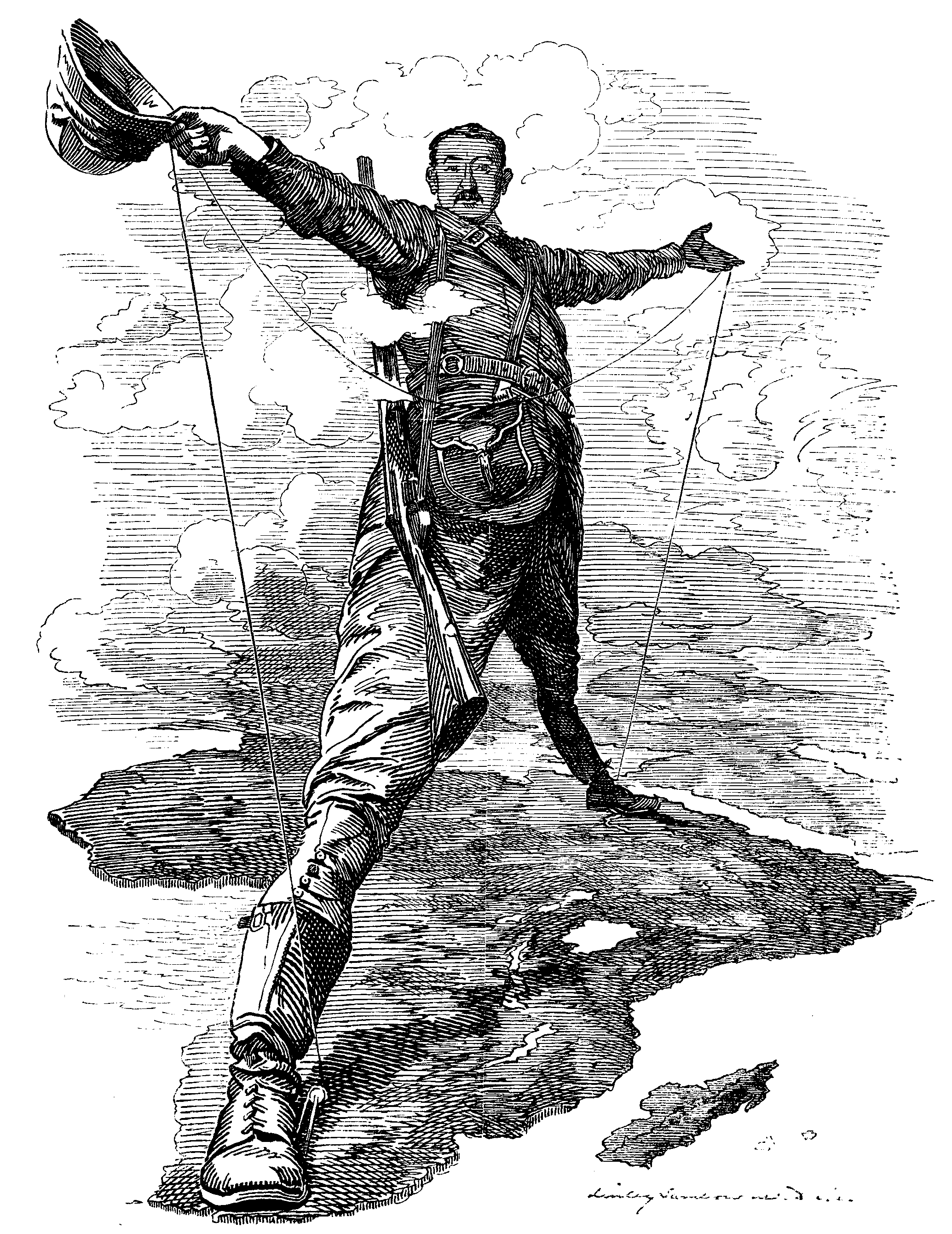
El Coloso de Rhodes, Caricatura de Cecil John Rhodes, después de que este anunciara sus planes para extender una línea telegráfica y un ferrocarril de Ciudad del Cabo a El Cairo.

Este mapa muestra la «cadena» de colonias desde Ciudad del Cabo a El Cairo por la que discurriría el ferrocarril. En 1916 se añadió Tanganica, lo que completó el mapa.

Esquema de las rutas planificadas. No todas las vías que se muestran en el mapa se llegaron a terminar.

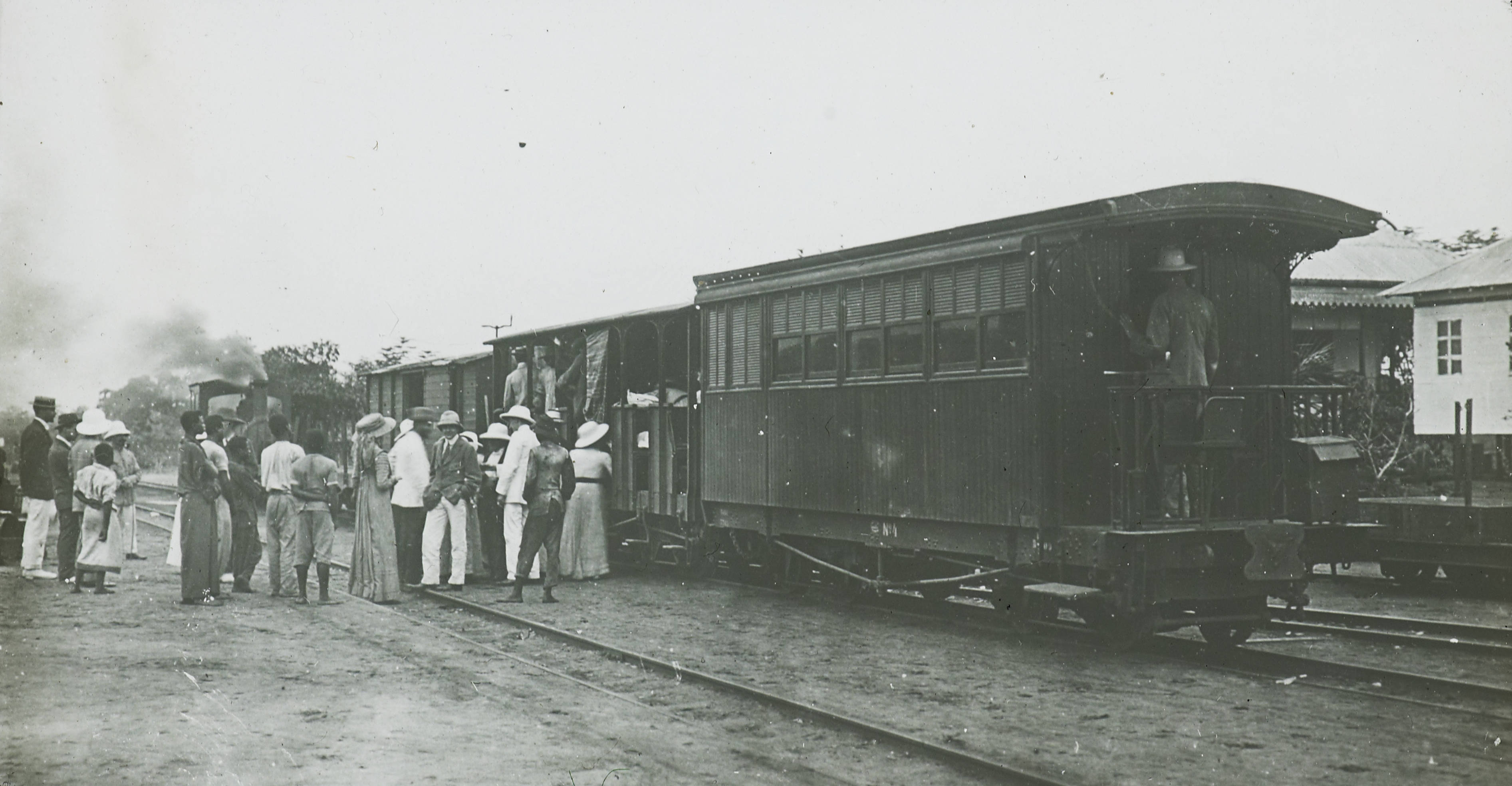
Subiendo al ferrocarril de Ciudad del Cabo a El Cairo en el Congo Belga, c. 1900-1915.

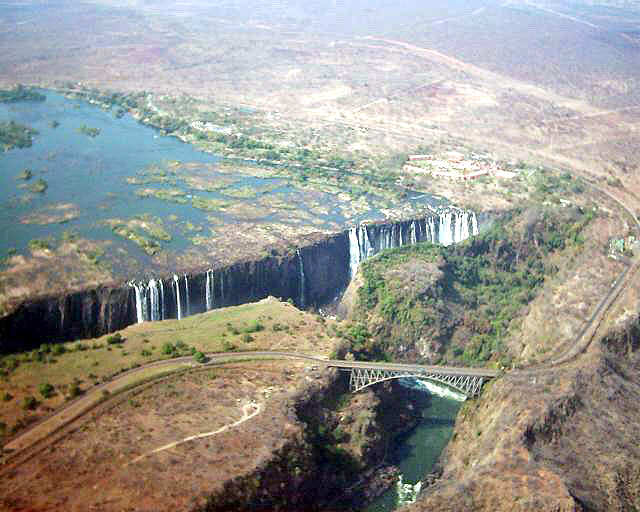
Cruzando las Cataratas Victoria.

El ferrocarril de Ciudad del Cabo a El Cairo es una línea ferroviaria que cruza África de sur a norte, siendo el ferrocarril más grande e importante en ese continente. Sirve como enlace ferroviario entre Ciudad del Cabo, Sudáfrica y la ciudad de Port Said, Egipto.
Partes importantes de su ruta proyectada para cruzar África están incompletas o no funcionan debido a guerras, falta de capital financiero, obstáculos geográficos y geológicos y baja voluntad política.
El proyecto comenzó a fines del siglo XIX, durante la época del dominio colonial occidental, en gran medida bajo la influencia de la visión de Cecil Rhodes, como un intento de conectar las posesiones africanas adyacentes del Imperio británico, a través de una línea continua desde Ciudad del Cabo, Sudáfrica, a El Cairo, Egipto.

## Razones para su construcción
El colonialismo británico en África está estrechamente relacionado con el concepto del ferrocarril de Ciudad del Cabo a El Cairo. Cecil Rhodes desempeñó un papel clave al asegurar los territorios del sur del continente para el Imperio británico, e imaginó una «línea roja» continua de dominios británicos de norte a sur. En este marco, una línea de ferrocarril sería un elemento fundamental para unificar las posesiones, facilitar el gobierno de los territorios, permitir al ejército moverse con rapidez hacia puntos conflictivos o entrar en guerra, ayudar a establecer asentamientos y permitir el comercio de bienes dentro y fuera del continente. La construcción de este proyecto planteaba un enorme desafío tecnológico.
Francia tenía una estrategia más o menos rival a finales de 1890 para unir oeste y este: Senegal con Yibuti. Sudán del Sur y Etiopía estaban en medio, pero Francia envió expediciones en 1897para establecer un protectorado en el sur de Sudán y para encontrar una ruta a través de Etiopía. El plan fracasó cuando una flotilla británica en el río Nilo se enfrentó a la expedición francesa en el punto de intersección de las rutas francesa y británica, lo que desembocó en el incidente de Fachoda y la eventual derrota diplomática de Francia.
El Imperio portugués diseñó una línea de ferrocarril que uniese Angola, al oeste, con Mozambique, al este; esto dio lugar al «Mapa rosado», en el que se representaban sus reivindicaciones territoriales en África.
La oposición al dominio británico en Sudáfrica se asentó tras la primera y la segunda guerra bóer, la cual terminó en 1902, pero sus dos estados no constituyeron una república unitaria hasta 1910.

## Motivos por los que no se completó
Los intereses británicos tenían que salvar obstáculos geográficos y climáticos, así como los planes de tres imperios coloniales rivales: el francés, el portugués y el alemán. En 1891, Alemania se aseguró un territorio estratégico clave: el África Oriental Alemana, que, junto con la montañosa selva tropical del Congo Belga echó por tierra un posible ferrocarril de Ciudad del Cabo a El Cairo.
En 1916, durante la Primera Guerra Mundial, los soldados británicos y de la India británica arrebataron Tanganica a los alemanes, y, tras la guerra, los británicos mantuvieron este territorio en su poder por un Mandato de la Sociedad de Naciones de 1922. El Imperio británico poseía, pues, los poderes políticos para completar el ferrocarril de Ciudad del Cabo a El Cairo, pero problemas económicos, como la Gran Depresión, paralizaron el proyecto antes de la Segunda Guerra Mundial.

## Tramos actuales operativos
Las secciones operativas del ferrocarril de Cabo a El Cairo son las siguientes:
- Tramo suroeste: desde Ciudad del Cabo, pasando por Kimberley y Mahikeng en Sudáfrica, Gaborone y Francistown en Botsuana, hasta Bulawayo en Zimbabue.
- Tramo suroriental: desde Port Elizabeth, pasando por Bloemfontein, Johannesburgo, Pretoria y Musina en Sudáfrica, hasta Bulawayo en Zimbabue.
- Tramo sur-central: liga Bulawayo a las Cataratas Victoria en Zimbabue, Livingstone, Lusaka y Ndola en Zambia, Sakania, Lubumbashi, Tenke, Bukama, Kamina, Kabalo y Kindu en el Congo-Kinshasa.
  - Tramo incompleto desde Kindu hasta Uvira en Congo-Kinshasa, Buyumbura y Kayanza en Burundi, Butare y Kigali en Ruanda, hasta Kampala en Uganda.
- Tramo central: conecta Kampala con Njeru, Busembatia, Tororo y Gulu en Uganda.
  - Tramo incompleto desde Gulú en Uganda, hasta Yuba y Wau en Sudán del Sur.
  - Callejón sin salida de Wau en Sudán del Sur, a Babanusa en Sudán, debido a guerras locales.
- Tramo norte-alto del Nilo: enlace Babanusa con Sennar, Jartum y Wadi Halfa en Sudán.
  - Tramo incompleto de Wadi Halfa en el Sudán, en Asuán en Egipto.
- Tramo norte-bajo del Nilo: enlace Aswan con Luxor, Asyut, El Cairo y Banha en Egipto.
- Tramo noroeste: conecta Banha con Alejandría en Egipto.
- Tramo norte-central: conecta Banha con Damietta en Egipto.
- Tramo noreste: conecta Banha con Port Said en Egipto.

## Enlaces con otros sistemas ferroviarios

### Lunatic Express
El este de África posee una red de ferrocarriles de vía estrecha (ancho de vía 1 000 mm o 3 ft 33/8 in), que históricamente partían de los puertos en el océano Índico hacia el oeste, que se construyeron en paralelo durante la dominación británica y alemana. El tramo más septentrional era el ferrocarril de Uganda (el llamado por los británicos Lunatic Express). Con el tiempo, estas redes se interconectaron, lo que dio lugar a que hoy exista un trazado ferroviario continuo entre Kampala, Uganda, en el lago Victoria, hasta las ciudades costeras de Mombasa, en Kenia, y Dar es Salaam, en Tanzania. Hasta la disolución de la Comunidad Africana Oriental en 1977, estas compañías operaban bajo la East African Railways, pero hoy operan como diferentes compañías nacionales: los activos de la Uganda Railways Corporation se vendieron hace 13 años, cuando el gobierno no pudo mantener la compañía debido al elevado coste de mantenimiento, mayor que los ingresos. Hoy, el negocio ferroviario en Uganda se administra desde la Rift Valley Railways de Kenya, la Kenya Railways Corporation y la Tanzania Railways Corporation.

### TAZARA
En 1976, tras seis años de trabajo, se completó un enlace de 1 860 km desde Dar es Salaam hasta Kapiri Mposhi, en Zambia, con capital y trabajadores chinos. El Ferrocarril Tanzania-Zambia (Tanzania-Zambia-Railway, TAZARA) se construyó para conectar Zambia, un país sin salida al mar, y sus recursos minerales, con un puerto en el océano Índico con independencia de las conexiones portuarias en Sudáfrica, un competidor económico frecuente en los sectores mineros de Mozambique, que en aquel tiempo estaba controlado por Portugal. Aunque no estaba planificado en el gran mapa del ferrocarril de Ciudad del Cabo a El Cairo, el TAZARA conecta dos regiones fundamentales. Esta conexión representa el ancho de vía de 1 067 mm (3 ft 6 in) del sur de África.

### Empalme de Kidatu
En 1998, en Kidatu, al sur de Tanzania, se construyó un centro de transbordo para unir la Central Line (Tanzania), de ancho métrico, con la línea TAZARA, con un ancho de vía de 1 067 mm (vía métrica inglesa), lo que acortó también las distancias entre ambos puntos.

### Enlace Benguela-Katanga
En la ciudad de Tenke, en la República Democrática del Congo, hay una interconexión del ferrocarril Cabo-El Cairo con el ferrocarril Katanga-Benguela que lo conecta con el puerto de Lobito en Angola, en la costa atlántica.

### Sistemas de Mozambique, Sudáfrica y Zimbabue
A través de los sistemas ferroviarios mozambiqueños, sudafricanos y zimbabuenses, el ferrocarril de Cabo a El Cairo se conecta con el ferrocarril Beira-Bulawayo, el ferrocarril Limpopo y el ferrocarril Pretoria-Maputo, llegando a los puertos de Maputo y Beira.

## Futuro
El concepto de un ferrocarril desde Ciudad del Cabo hasta El Cairo no se ha abandonado. Aunque la agitación política actual en Sudán y Sudán del Sur representa un obstáculo para su finalización, se han adelantado algunos detalles técnicos para completar la vía entre Sudán y el este de África, por motivos económicos. Esto completaría una línea de Ciudad del Cabo a El Cairo algo tortuosa, en tanto que posee tres anchos de vía distintos y tres cambiadores de ancho.

## Carretera
La expedición Court Treatt, un intento de viajar de Ciudad del Cabo a El Cairo por carretera, se realizó en 1924 utilizando dos coches.
La Carretera Panafricana, o Gran Carretera del Norte, se diseñó para conectar, de manera elemental, los mismos países. El plan se actualizó con el proyecto de una autovía entre El Cairo y Ciudad del Cabo, de la que actualmente una gran parte de los tramos está pavimentado y se puede atravesar.